# Andrew Kliman
Andrew Kliman, född 1955, är en amerikansk heterodox ekonom, professor i nationalekonomi vid Pace University i New York och författare och debattör.

## Tolkning av Marx arbetsvärdelära
Mest känd är han för sin tolkning av Marx arbetsvärdelära. Kliman menar att denna teori inte kan tolkas som en simultan teori (där input- och output-priser är identiska), utan att värden och priser förändras, även om teknologi och reallöner förblir konstanta. Denna tolkning av arbetsvärdeläran går under det engelska namnet Temporal Single System Interpretation (TSSI). Klimans mest kända bok på detta tema är Reclaiming Marx's 'Capital': A Refutation of the Myth of Inconsistency från 2007.

## Mottagande av Reclaiming Marx's 'Capital': A Refutation of the Myth of Inconsistency (2007)
I History of Political Economy, argumenterade professor Bill Lucarelli att "Reclaiming Marx’s “Capital” står som en fyr i relation till nutida akademiska kontroverser angående Marx arbetsvärdeslära.
... I grund och botten, vad boken syftar till att uppnå är inte att försvara och helgonförklara "St." Marx, utan snarare att avslöja myten om de (påstådda) inneboende motsättningarna. I detta lyckas, Professor Kliman på ett hyfsat beundransvärt vis. 
Det är ... en anklagelse mot den akademiska yrkeskåren att TSSI perspektivet har blivit undanskuffat i mer än en fjärdedels århundrade. Spöket av Sraffa, verkar fortfarande som det ser ut, hemsöka akademikernas elfenbenstorn."[2] 
I Nova Economia skrev professor Eduardo Maldonado Filho att "Bokens struktur, och tillvägagångssättet och träffsäkerheten med vilken de kontroversiella argumenten har förts fram av författaren, gör det möjligt för den intresserade läsaren, även om läsaren inte är införstådd i Marxistisk ekonomi eller matematik, att förstå frågorna, dess kontrovers och, inte mindre viktigt, att bilda sin egen uppfattning kring frågorna som diskuterats. ... [A]tt bemöda sig att läsa boken... leder till en förståelse kring varför Marx kritiker har fel i sina anklagelser. I min mening, så är Klimans bok det viktigaste bidraget till nationalekonomi under de senaste trettio åren, och därav, är det starkt rekommenderat för alla som är intresserade av Marx verk."[3] 
Alltmedan positiva recensioner finns, möttes boken också av kritik.[4][5]